# Удача Лолі
«Удача Лолі» (ісп. La suerte de Loli) — американський телесеріал 2021 р. у жанрі комедії, драми, пригоди, мелодрами, який створила компанія Telemundo Global Studios. В головних ролях — Сільвія Наварро, Освальдо Бенавідес, Габі Еспіно, Карлос Понсе.
Перша серія вийшла в ефір 26 січня 2021 року.
Серіал має 1 сезон. Завершився 103-м епізодом, який вийшов у ефір 21 червня 2021 року.
Режисер серіалу — Мігель Вароні, Рікардо Шварц, Денні Гавідія, Альфред Гюк.
Сценарист серіалу — Рікардо Альварес, Амаріс Паес.

## Сюжет
Історія обертається навколо Лолі Агілар (Сільвія Наварро), богемної та успішної жінки, яка працює одним із керівників «Global Radio Group», радіостанції номер один на західному узбережжі Сполучених Штатів. У міру того, як кар'єра Лолі продовжує зростати, вона відкладає своє особисте життя убік, відсунувши його на задній план, оскільки вона насолоджується своєю свободою та життям без компромісів.
Однак її життя приймає несподіваний поворот, коли Маріана, її найкраща подруга, помирає і залишає все Лолі, включаючи двох своїх дітей. Лолі доведеться зіткнутися з новою реальністю та дізнатися, що робота — це ще не все в житті, а також дізнатися, що справжнє значення успіху — це сім'я та кохання.

## Сезони
| Сезон | Епізоди | Епізоди | Оригінальний показ | Оригінальний показ | Оригінальний показ |
| Сезон | Епізоди | Епізоди | Перший показ       | Останній показ     | Мережа             |
| ----- | ------- | ------- | ------------------ | ------------------ | ------------------ |
| 1     | 103     | 103     | 26 січня 2021      | 21 червня 2021     | Telemundo          |

## Аудиторія
| Сезон | Серії | Перший ефір     | Перший ефір        | Останній ефір    | Останній ефір      | Середня кількість глядачів (мільйони) |
| Сезон | Серії | Дата            | Глядачі (мільйони) | Дата             | Глядачі (мільйони) | Середня кількість глядачів (мільйони) |
| ----- | ----- | --------------- | ------------------ | ---------------- | ------------------ | ------------------------------------- |
| 1     | 103   | 26 січня 2021 р | 1,50               | 21 червня 2021 р | 1,23               | 1,03                                  |

## Актори та ролі
| Актор               | Роль                  | Сезон                |
| Актор               | Роль                  | 1                    |
| ------------------- | --------------------- | -------------------- |
| Сільвія Наварро     | Долорес «Лолі» Агілар | Основний персонаж    |
| Освальдо Бенавідес  | Рафаель Контрерас     | Основний персонаж    |
| Габі Еспіно         | Пауліна Кастро        | Основний персонаж    |
| Карлос Понсе        | Армандо               | Основний персонаж    |
| Маріанна Сеоане     | Мелісса               | Основний персонаж    |
| Хоакін Феррейра     | Октавіо               | Основний персонаж    |
| Родріго Відаль      | Бруно Торрес          | Основний персонаж    |
| Роса Марія Б'янкі   | Норіта                | Основний персонаж    |
| Крістіан Чавес      | Матіас                | Основний персонаж    |
| Алехандро Лопес     | Вісенте Варела        | Основний персонаж    |
| Далекса Менесес     | Саманта «Сем» Торрес  | Основний персонаж    |
| Маріелена Давіла    | Джесіка Контрерас     | Основний персонаж    |
| Андрес Котріно      | Габріель              | Основний персонаж    |
| Ліз Дієппа          | Керол Торрес          | Основний персонаж    |
| Дієго Ескалона      | Ніколас «Нікі» Торрес | Основний персонаж    |
| Амаранта Руїс       | Гваделупа             | Основний персонаж    |
| Гізелла Абумрад     | Рокс                  | Основний персонаж    |
| Хав'єр Діас Дуеньяс |                       | Основний персонаж    |
| Поло Монаррес       | Аполо                 | Основний персонаж    |
| Вінс Міранда        | Артуро                | Основний персонаж    |
| Карла Монройг       | Ребека                | Основний персонаж    |
| Роберто Ескобар     | Рохеліо               | Основний персонаж    |
| Міка Кубо           | Енджі                 | Основний персонаж    |
| Фернандо Каррера    | Марселіно             | Основний персонаж    |
| Маіте Ембіль        | Берта Моралес         | Основний персонаж    |
| Рікардо Клейнбаум   | Ліценсіадо Феррер     | Основний персонаж    |
| Джейрмарі Осоріо    | Карен                 | Основний персонаж    |
| Хесус Море          | Сальвадора            | Основний персонаж    |
| Сезар Родрігес      | Леонардо              | Періодичний персонаж |
| Марта Міхарес       | Сельма                | Періодичний персонаж |
| Лаура Гаррідо       | Гема                  | Періодичний персонаж |
| Ксав'єр Рувалькаба  | Хоакін                | Періодичний персонаж |
| Венді Регаладо      | Дульсе                | Періодичний персонаж |
| Хайро Салеро        | Джек                  | Періодичний персонаж |
| Джордж Акрам        | Девід                 | Періодичний персонаж |
| Рафаель Педроса     | Артеміо               | Періодичний персонаж |
| Едуардо Серрано     | Алонсо                | Періодичний персонаж |
| Ана Сильветти       | Вероніка              | Періодичний персонаж |
| Жаклін Бракамонтес  | Маріана               | Запрошена зірка      |
| Пауліна Рубіо       | -                     | Запрошена зірка      |
| Лупілло Рівера      | -                     | Запрошена зірка      |
| Луїс Коронел        | -                     | Запрошена зірка      |
| Алан Рамірес        | -                     | Запрошена зірка      |
| Освальдо Сільвас    | -                     | Запрошена зірка      |
| Мануель Турісо      | -                     | Запрошена зірка      |
| Альберто Кортес     | -                     | Запрошена зірка      |